# Bruno Łukaszyk
Bruno Łukaszyk (ur. 3 stycznia 2000) – polski sportowiec, narciarz alpejski. Medalista mistrzostw Polski i Igrzysk Głuchych. 
W 2025 na Alpejskich Mistrzostwach Świata Osób Niesłyszących w Jasnej zdobył złoto w slalomie, srebrne medale w slalomie równoległym, kombinacji alpejskiej i supergigancie oraz brąz w slalomie gigancie. 
W 2024 na zimowych Igrzyskach Głuchych w Erzurum zdobył 3 złote medale: w slalomie, kombinacji alpejskiej i slalomie równoległym oraz srebrny medal w super gigancie.
W 2023 podczas Mistrzostw Polski Niesłyszących 2023 rozgrywanych w Czarnej Górze, reprezentując klub Świt Wrocław, zdobył złoto w slalomie gigancie i slalomie.
Odznaczony Złotym Krzyżem Zasługi (2024).